# Гальярдо, Луси
Лусия Элида Кардарельи, более известная как Луси Гальярдо исп. Lucía Elida Cardarelli, mas conocido como Lucy Gallardo (13 декабря 1929, Буэнос-Айрес, Аргентина — 11 августа 2012, Лос-Анджелес, США) — аргентинская и мексиканская актриса театра и кино и сценаристка.

## Биография
Родилась 13 декабря 1929 года в Буэнос-Айресе. В аргентинском кинематографе дебютировала в 1949 году и снялась в двух фильмах. С 1950 года после переезда в Мехико отдыхала пять лет и в 1955 году переключилась на мексиканский кинематограф и снялась в 62 работах в кино и телесериалах. В 1986 году вместе со своей дочкой переехала в Лос-Анджелес и стала сниматься в американских фильмах. В последние годы жизни занималась сценарной работой.
Скончалась 11 августа 2012 года в Лос-Анджелесе от ХОБЛа. По завещанию самой актрисы её тело было кремировано, а урна с прахом была захоронена в Лос-Анджелесе. Местонахождение места погребения урны с прахом актрисы неизвестно.

## Личная жизнь
Луси Гальярдо была замужем дважды.
- Первым супругом был аргентинский актёр Луис Альдас. Супруги поженились в 1950 году и тут же развелись, ибо актёр отказался ехать вместе со своей женой в Мексику.
- Вторым супругом был мексиканский актёр испанского происхождения Энрике Рамбаль. Супруги поженились в 1952 году, но несмотря на это у супругов долгие годы не было детей и наконец счастливое время наступило, актриса забеременела и в 1961 году  в этом браке у актрисы родилась одна единственная дочка — мексиканская актриса Ребека Рамбаль (1961). Брак кончился в 1971 году в связи со смертью актёра. Актриса и её 10-летняя дочка остались одни. Сама актриса с момента смерти своего супруга носила по нему траур.

## Фильмография

### Телесериалы
- 1959 — Моя жена разводится
- 1963 — Моя жена и я
- 1964 — Большой театр
- 1969 — На смену тоске — Доктор Сусана.
- 1971 — У любви — женское лицо — Роси Эскала.
- 1973 — Чужак в деревне
- 1975 — Чудо жизни — Лусия.
- 1979 — Чёрные слёзы
- 1984 — Да, моя любовь — Сестра Маргот Вильямс.
- 1986 — Пленница — Аманда де Арельяно.
- 2003 — Любить в тишине — Офелия.

### Фильмы
- 1962 — Ангел-истребитель — Лусия де Нобиле.
- 1973 — У любви нет женского лица — Луси Скала.
- 1977 — Убейте льва — Анхела Берьиосабаль.
- 1979 — Чёрный огонь — Элисабет.
- 1980 — Бурлеск
- 1981 — На площади Гарибальди — Тётя Моники.
- 1982 — Контрабандистка
- 1983 — 
  - Аборт: Песня жизни — Сестра дель Масо.
  - Добро пожаловать… и идите отсюда — Герцогиня.
  - Убийственная тишина
- 2004 — 30 дней до моей известности — Бабушка.
- 2005 — Как девушки Гарсия провели лето — Донья Хеновева.